# いわきニュータウン
いわきニュータウンは、福島県いわき市に存在するニュータウンである。県内で最大級の面積である。
都市再生機構いわき都市開発事務所が昭和50年度から約30ヵ年の計画でいわき市中央部の丘陵地帯に造成した。計画では面積530ha、計画人口は6400戸25000人、現在は4426世帯13576人が生活している。
北側には同時期に整備され始めた郷ヶ丘があり、市内でも有数の人口集中地区となっている。現在でも郷ヶ丘4丁目や中央台高久4丁目など新たな造成が行われている。

## 周辺地域
- いわき市鹿島町
- いわき市平
- いわき市郷ヶ丘
- いわき市内郷
- いわき市小名浜

## ニュータウン内の地域区分
- 中央台飯野1 - 5丁目
- 中央台鹿島1 - 3丁目
- 中央台高久1 - 4丁目

## 教育機関
小学校
- いわき市立中央台北小学校（中央台飯野地区）
- いわき市立中央台南小学校（中央台鹿島地区）
- いわき市立中央台東小学校（中央台高久地区）

中学校
- いわき市立中央台北中学校（中央台飯野地区）
- いわき市立中央台南中学校（中央台鹿島・高久地区）

高等学校
- 福島県立いわき光洋高等学校

大学
- 医療創生大学

## 商業施設
- いわきニュータウンショッピングセンター（マルト）
- ラパークいわき（ドン・キホーテ等）

## その他
- 福島県立いわき公園
- 吉野谷鉱泉
- いわき風車村
環境共生型の住宅展示場として20年目にオープンし、現在でも場所を移しながら分譲型モデルハウスとして設置されている。
- いわきコルム
ビジネス地区。各建物はゆとりを持って建てられ広々とした景観となっている。現在は消防分署、県水産会館、中央台市民サービスセンターが設置されている。
- いわき医者村
各種医院と薬局が立ち並ぶ地域。

## 交通

### 道路
ニュータウン内は以下の路線が幹線となっている。
- 福島県道378号高久鹿島線
交差点名に「A交差点」、「B交差点」といったアルファベットが主に使われている。
- いわき市道ニュータウン環状線
交差点名に「あ交差点」、「い交差点」といった五十音が主に使われている。

また、福島県道26号小名浜平線（鹿島街道）がすぐわきを通っており、市内各地へのアクセスを担っている。

### バス
全て新常磐交通が運行を担当している。
- 高速バス
  - いわき号（いわき - 東京線）

ほとんどがいわき駅止まりだが6往復はラパークいわきに乗り入れる。
- 路線バス
  - いわき駅 - 高専前・八ツ坂 - 飯野 - （ラパークいわき）- 中央台鹿島・高久 - ラパークいわき
  - いわき駅 - 高専前 - 医療創生大学正門 - 光洋高校前 - 中央台南中 - ラパークいわき
  - ラパークいわき - 中央台南中 - 鹿島ショッピングセンター - 小名浜車庫

上記の他に磐城高校、昌平高校、平商業高校、平工業高校、内郷駅、好間工業団地、海星高校、秀英高校、湯本高校へ行く路線、光洋高校へ5系統のスクール便がある。
座標: 北緯37度00分55秒 東経140度55分10秒 / 北緯37.01514度 東経140.91958度